# Hanky Panky (singel Madonny)
Hanky Panky – drugi singel amerykańskiej piosenkarki Madonny promujący album I’m Breathless będący ścieżką dźwiękową do filmu Dick Tracy. Nagranie spotkało się z pozytywnymi ocenami krytyków muzycznych, którzy w głównej mierze chwalili jego treść liryczną. Singel dotarł do pierwszej piątki w takich krajach jak Australia, Irlandia, Włochy, Wielka Brytania i Stany Zjednoczone. Jednocześnie wspiął się na pierwsze miejsce listy przebojów w Finlandii.
Madonna wykonywała utwór podczas trasy Blond Ambition w 1990 i Re-Invention w 2004.
Piosenka została wykorzystana w serialu Ally McBeal z 1997.